# Alexander Spearman
Alexander Cadwallader Mainwaring Spearman, né le 2 mars 1901 et mort le 5 avril 1982, est un député conservateur britannique.

## Biographie
Son père, qui est commandant dans la Royal Navy et commande un bataillon d'une brigade navale royale pendant la Première Guerre mondiale, est tué au combat lors de la campagne des Dardanelles.
Alexander fait ses études au Repton et Hertford College d'Oxford, où il reçoit une bourse pour les descendants de Sir Francis Baring. Après Oxford, il devient agent de change et, en 1941, il est élu au Parlement en tant que conservateur lors d'une élection partielle pour le siège de Scarborough et Whitby. Il a auparavant échoué à se faire élire à Gorton et Mansfield. Il conserve son siège à chaque élection jusqu'en 1966, date à laquelle il prend sa retraite.
De 1951 à 1952, il est secrétaire parlementaire privé du président de la Chambre de commerce. En 1956, il est fait chevalier. Ancien gouverneur de la London School of Economics, il s'est fréquemment exprimé à la Chambre des communes sur des questions financières et économiques.
Il se marie deux fois et a cinq enfants. Il épouse Diana, sa première épouse, en 1928 ; ils divorcent en 1951, année où il épouse sa deuxième femme, également appelée Diana . Sa première épouse se présente à Poplar South aux élections générales de 1935, n'ayant pas été élue dans ce qui est un siège travailliste sûr . Elle se présente à Kingston upon Hull Central lors des élections générales de 1945, échouant à nouveau à être élue ,.
Son petit-fils Alexander James Spearman (né en 1984) épouse en 2014, Amélie d'Orléans-Bragance, fille de Antonie 'Orléans-Bragance, descendant de l'ancienne famille impériale brésilienne, et son épouse la princesse Christine de Ligne, membre de la famille de la Noblesse belge.